# لیکوود (کلرادو)
لیکوود (به انگلیسی: Lakewood) شهری در ایالت کلرادو کشور ایالات متحده آمریکا است که جمعیت آن در سرشماری سال ۲۰۱۰ میلادی، ۱۴۲٬۹۸۰ نفر بوده‌است.